# Bokor (Kambodja)
Phnom Bokor eller Phnum Bok Koŭ, är det högsta berget av Dâmrei Mountains (Elefantbergen), vilka ingår i bergskedjan Chuŏr Phnum Krâvanh, i Preah Monivong Nationalpark  i sydöstra Kambodja.    Det ligger 37 km väster om staden Kampot, i provinsen Kampot, i den södra delen av landet, 140 km sydväst om huvudstaden Phnom Penh. Toppen på Phnum Bokor är 1 071 meter över havet.
Terrängen runt Phnom Bokor är kuperad västerut, men österut är den bergig. Phnom Bokor är den högsta punkten i trakten. Runt Phnom Bokor är det ganska tätbefolkat, med 83 invånare per kvadratkilometer. Närmaste större samhälle är Kampot, 16,4 km öster om Phnom Bokor. I omgivningarna runt Phnum Phnom Bokor växer i huvudsak städsegrön lövskog.
Savannklimat råder i trakten. Årsmedeltemperaturen i trakten är 24 °C. Den varmaste månaden är maj, då medeltemperaturen är 28 °C, och den kallaste är november, med 22 °C. Genomsnittlig årsnederbörd är 1 878 millimeter. Den regnigaste månaden är september, med i genomsnitt 341 mm nederbörd, och den torraste är januari, med 17 mm nederbörd.
Berget anses ha den bästa utsikten från ett berg i Kambodja, och man ser ända till den 8 kilometer bort belägna Thailandviken. På berget byggde franska kolonialister 1921 en "hill station" vilket under decennier fungerade som tillflykt under heta sommarmånader, men som under flera perioder övergavs, och var en spökstad, vilken gradvis blev ett populärt turistmål som spöksamhälle. Filmerna City of Ghosts (2002) och R-Point  (2004), spelades in i Bokor. Efter att hotellet och andra byggnader renoveradess 2018 är Bokor återigen en levande turistort.
Berget kan nås via en 32 kilometer lång väg, vilken är renoverad till ett gott skick.

## Bokor Hill station
Bokor Hill station (khmer: កស្ថានីយភ្នំបូកគោ Kosthany Phnom Bokor, franska: Bokor Elevation Station), var ett rekreationssamhälle på 1081 meters höjd, byggt på berget Phnom Bokor.
Stationen blev populär efter att man byggt en ferieby runtomkring Grand Bokor Palace Hotel & Casino 1921, som rekreationsort, i synnerhet för franska officerare och deras familjer, vilka flydde från hettan i Phnom Penh, under perioden när Kambodja var ett franskt protektorat som en del av det Franska Indokina. 900 personer uppges skall ha dött under den nio månader långa byggnadstiden.
År 1940, när Frankrike började falla i kampen mot Tyskland, tog Vichyregimen över även styret av Frankrikes kolonier varefter Japan invaderade Kambodja och ockuperade landet, och Thailand, som var Japans allierade, tog kontroll över delar av östra Kambodja.
Detta gjorde kung Sisowath Monivong uppgiven, och han pensionerade sig i Kampot, och bodde mestadels uppe i Bokor, där han avled samma år.
Fransmännen övergav Bokor under Indokinakriget (1946–1954) under ett uppror lett av Khmer Issarak, och ruinerna stod länge tomma, fram till återinvigningen av Cité du Bokor, och ett kasino byggdes 1962, nära de nyöppnade hotellen Sangkum och Kiri (Khmer för "Berget"). Hotellet kompletterades senare med ett kungligt palats, Black Palace, byggt för kung Sihanouk, bostäder, butiker, ett postkontor och en katolsk kyrka.
Området övergavs igen, och 1972 övergavs Bokor igen, när de Röda Khmererna invaderat landet. Under den vietnamesiska invasionen 1979 förblev Bokor ett av de röda Kmerernas viktigaste fästen och Bokor var sedan länge ett tillhåll för Röda Khmerernas gerilla, efter att vietnamesiska styrkor under 1980-talet hade drivit bort dem från större orter, och de hölls sig kvar ända in på 1990-talet.
Palatset renoverades 2018, och drivs som hotell, och förutom flera andra hotell finns idag ett sjukhus, en golfanläggning ochrestauranger, varför Bokor är inte längre är en spökstad.